# Ducado de Canalejas
El ducado de Canalejas es un título nobiliario, con Grandeza de España concedido el 23 de noviembre de 1912 por el rey Alfonso XIII a María de la Purificación Fernández y Cadenas, viuda de José Canalejas y Méndez, estadista y político asesinado mientras ostentaba el cargo de Presidente del Consejo de Ministros de España.
María de la Purificación Fernández y Cadenas, i duquesa de Canalejas, cedió el título a su hijo José María Canalejas y Fernández en 1921 recibiendo en compensación, por parte del rey Alfonso XIII, el nuevo título de marquesado de Otero de Herreros, del que fue i marquesa. 
El actual duque de Canalejas es D. José Manuel Canalejas Huertas.

## Duques de Canalejas
|                           | Titular | Periodo                   |
| Creación por Alfonso XIII | Creación por Alfonso XIII | Creación por Alfonso XIII |
| ------------------------- | --- | ------------------------- |
| i                         | María Purificación Fernández y Cadenas (1884-1965)                                                                           | 1912 - 1923               |
| ii                        | José María Canalejas y Fernández, nacido el 30 de marzo de 1905. Asesinado en Madrid en agosto de 1936.                      | 1923 - 1931               |
| iii                       | María de la Asunción Canalejas y Fernández, nacida el 6 de septiembre de 1905. Fallecida en Madrid el 12 de febrero de 1990. | 1952 - 1990               |
| iv                        | José Manuel Canalejas Clemente, nacido en Madrid el 4 de julio de 1948. Fallecido en Madrid el 12 de septiembre de 1996.     | 1990 - 1996               |
| v                         | José Manuel Canalejas Huertas, nacido en Madrid el 14 de julio de 1983.                                                      | 1997 - actual titular     |